# Синъя, Сихоми
Сихоми Синья (Кодзу) (яп. 新谷 志保美 Shihomi Shinya, род. 10 августа 1979, в деревне Мияда, префектура Нагано) — японская конькобежка, участница зимних Олимпийских игр 2010 года. Бронзовый призёр чемпионата мира 2003 года в спринтерском многоборье. Выступала за корпоративную команду "Takemura Manufacturing Co., Ltd.".

## Спортивная карьера
Сихоми Синья начала кататься на коньках в возрасте 7 лет, когда училась во 2-м классе начальной школы. Она тренировалась в конькобежном клубе, которым руководил её отец Сумио Синтани. Уже в 1993 году она заняла 3-е место в спринте на чемпионате округа Нагано, а в 1995 году выиграла дистанции 500 и 1000 м на Всеяпонском чемпионате среди младших школьников. В 1996 году начала выступать на чемпионате Японии и на зимних Азиатских играх в Харбине заняла 7-е место на дистанции 500 м.
В возрасте 17 лет, когда училась в средней школе Инакита, она выиграла 2-е место в спринтерском многоборье среди юниоров на Всеяпонском чемпионате. В 2000 году она выиграла чемпионат Японии среди студентов на отдельных дистанциях 500 и 1000 м и в многоборье, а в 2001 году заняла 2-е место в беге на 1000 м и 3-е на 500 м на чемпионате Азии, а также вновь была первой среди студентов Японии. В ноябре 2002 впервые заняла 3-е место на Всеяпонском чемпионате на дистанции 500 м. 
В 2002 году дебютировала на Кубке мира и уже через год на этапе Кубка мира в Нагано выиграла 500 м и заняла 3-е место в спринте и на чемпионате Японии в спринте, а также выиграла"бронзу" на своём первом спринтерском чемпионате мира в Калгари. В том же году выиграла ещё одну бронзовую медаль, на этот раз на зимних Азиатских играх в Аомори, заняв 3-е место на дистанции 1000 м.
В сезоне 2003/04 Сихоми одержала победу на Кубке мира в Солт-Лейк-Сити в беге на 500 м, выиграла на Всеяпонском чемпионате гонки на 500 м, 1000 м, и в спринтерском многоборье. Следом заняла 8-е место в многоборье на спринтерском чемпионате мира в Нагано. Через год на Всеяпонском чемпионате стала 1-й в забеге на 1000 м и заняла 3-е места в беге на 500 м и в многоборье, а на спринтерском чемпионате мира в Солт-Лейк-Сити заняла 13-е место. 
В 2007 и 2008 годах Сихоми дважды поднялась на 2-е места на Всеяпонском чемпионате в спринте, а на чемпионатах мира высоко не поднималась. На чемпионате мира на отдельных дистанциях в Солт-Лейк-Сити она стала 6-й на дистанции 500 м и 10-й на 1000 м. В декабре 2008 года она выиграла Всеяпонский чемпионат в спринтерском многоборье, а на чемпионате мира в спринте в Москве стала 8-й.
В сезоне 2009/10 она заняла 4-е место в беге на 500 м в олимпийской квалификации и отобралась на олимпиаду. В январе 2010 года заняла 10-е место на спринтерском чемпионате мира в Обихиро. В феврале 2010 года участвовала на зимних Олимпийских играх в Ванкувере, где заняла 14-е место на дистанции 500 м. В марте 2010 года она объявила о завершении карьеры.

## Личная жизнь
Сихоми Синья окончила Университет Цукубы на кафедре физического воспитания. В июле 2011 года вышла замуж, а в августе покинула "Takemura Manufacturing Co., Ltd.". 23 февраля 2018 года в парке "Village General Park Fureai Plaza" состоялась церемония открытия памятника, посвященного достижениям 39-летней Сихоми Кодзу (девичья фамилия Синтани) в родной деревне Мияда. Сихоми Синья вместе с Нао Кодайрой были на открытии памятника. В 2019 году Сихоми вместе с Нао Кодайрой открыли курсы конькобежного спорта для младших и средних классов в парке "Village General Park Fureai Plaza".